# 시미즈 게이
시미즈 케이(清水圭, 1961년 6월 24일~)은 일본의 배우이다.

## 출연작

### 드라마
- 2006년《마법전사 유캔도》 아마치 유우야 역

### 영화
- 2010년 《맨발의 꿈》 도죠 역